# Terakota

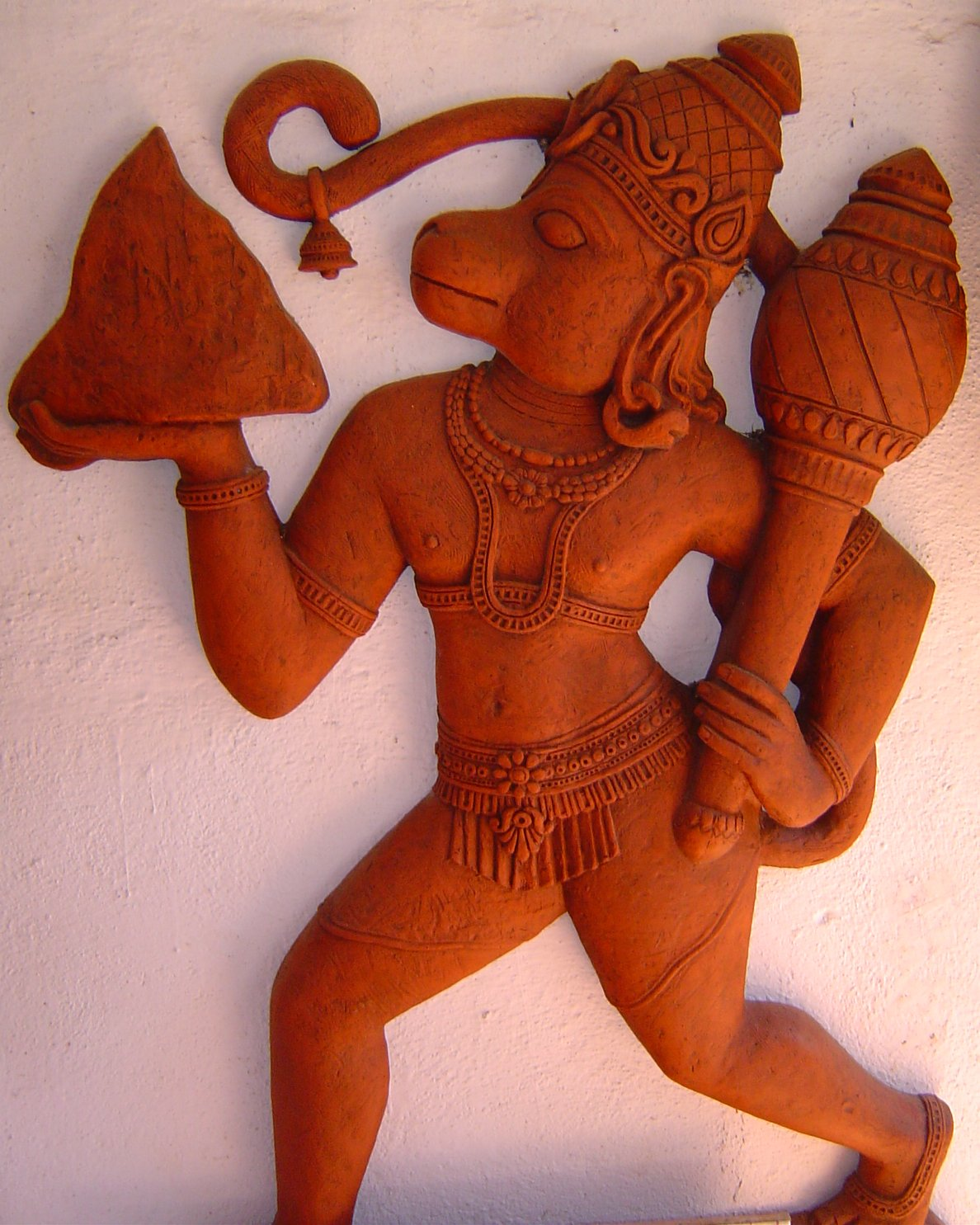
Terakotowa figura hinduistycznego bóstwa Hanumana

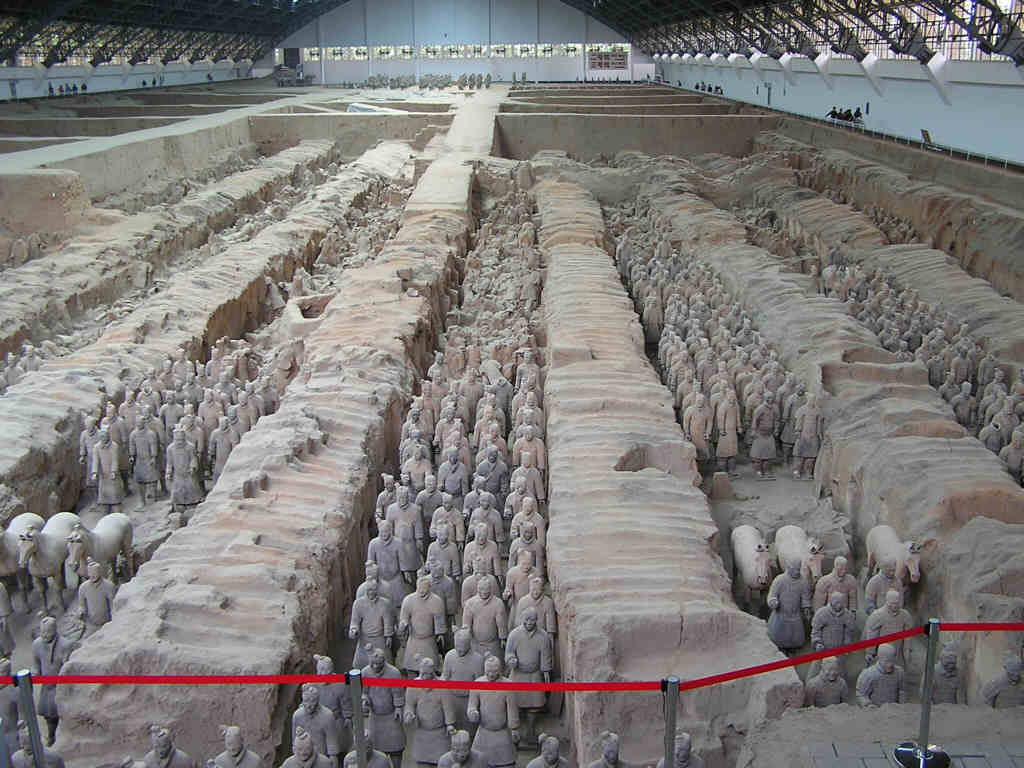
Terakotowa Armia, muzeum w Xi’an, Chiny

Terakota (wł. terra cotta – ziemia wypalona) – wyroby z dobrze oczyszczonej i wypalonej gliny w formie figurek lub płytek, stosowane do zdobień.
Znane w starożytnym Egipcie, Mezopotamii, Grecji, Etrurii, Rzymie oraz w prekolumbijskiej Mezoameryce. Przedmioty były modelowane ręcznie lub odciskane w formach, a następnie wypalane. Wyrobów nie powlekano firnisem i początkowo nie malowano. Najciekawsze figurki pochodzą z IV w. p.n.e. z beockiej Tanagry, z okresu hellenistycznego – z  małoazjatyckiej Myriny. Największe, naturalnej wielkości figury (w tym tzw. Apollo) pochodzą z Wejów (500 r. p.n.e.).
Oprócz figurek wykonywano elementy architektoniczne do zdobień (antefiks, akroterion), dachówki (kaliptery) i simy, płytki do licowania ścian (np. dach świątyni Hery w Olimpii – VII wiek p.n.e.), wnętrz teatrów, term, domów mieszkalnych.
W Azji Środkowej stosowano także płytki terakotowe wycinane (portal mauzoleum Mazar-Manasa z XII wieku). W Europie terakotę stosowano w okresie średniowiecza (np. portal kaplicy w Malborku – XIII w., elewacja klasztoru Certosa w Pawii, Ospedale Maggiore w Mediolanie – XV w.).  
W Azji Wschodniej terakota była wykorzystywana na dużą skalę w starożytnych Chinach. Najcenniejszym zabytkiem pochodzącym z roku 210 p.n.e. jest armia ośmiu tysięcy figur naturalnej wielkości, wykonanych z terakoty.  Armia ta znajduje się w grobowcu pierwszego chińskiego cesarza Qin Shi, w odległości 1,5 km na wschód od jego sarkofagu, na terenie dzisiejszej prowincji Shaanxi.
Dopiero w okresie renesansu terakotę zastąpił fajans. Powrót do stosowania wyrobów z terakoty nastąpił od 1760 r., po uruchomieniu w Anglii fabryki płytek ściennych. Płytki terakotowe są stosowane także współcześnie, najczęściej jako elementy podłogowe i ścienne.